# Manuel José de Arce y Fagoaga
Manuel José de Arce y Fagoaga (San Salvador, 1 de enero de 1787-14 de diciembre de 1847) fue un general y político salvadoreño, primer Presidente de la República Federal de Centroamérica y prócer de la Independencia de El Salvador.

## Biografía
Fue hijo de Bernardo José de Arce y Antonia Fagoaga de Aguilar; era descendiente del conquistador Sancho de Barahona. Fue enviado en 1801 para que se educara en Guatemala, donde obtuvo el título de bachiller en Filosofía del Colegio de San Francisco de Borja; posteriormente, inició sus estudios de medicina en la Real y Pontificia Universidad de San Carlos de Borromeo, pero los tuvo que interrumpir por 1807, debido a que la salud de su padre le demandó hacerse cargo de la administración de las haciendas familiares “San Diego” y “San Lucas” (ubicadas en las cercanías de Suchitoto).
En San Salvador, en diciembre de 1808, contrajo matrimonio con María Felipa de Aranzamendi y Palomo, con quien engendró 11 hijos, llamados: José Bernardo, Salvador, Jacinta, Juana, Isabel, Clara, José María, Bernardo, Teresa, Delfina, y Ana.
Arce se desempeñó como regidor del cabildo de San Salvador en los años 1808, 1809, y 1810 (en ese entonces las entidades municipales duraban un año), por lo que fue partícipe de las pugnas entre los capitulares (miembros del cabildo) criollos y peninsulares, así como de las decisiones del cabildo en los momentos vitales de cuando ocurrió la invasión de Napoleón en la península ibérica, la destitución y aprisionamiento del rey Carlos IV y su hijo Fernando VII, y su sustitución por José I (hermano de Napoleón), y la conformación de la Junta Suprema Central (todo ello en 1808), que envió instrucciones a los cabildos españoles para que eligiesien un representante que participaría en un sorteo en la capital de la audiencia (en este caso Guatemala) donde el ganador pasaría a ser miembro de la junta. Dicha elección se realizó en el año 1809, y en ella, Arce junto con los otros dos capitulares criollos (Domingo Durán, cuyo hermano Juan Francisco fue esposo de una hermana de los presbíteros y hermanos Aguilar; y Manuel Delgado, hermano del presbítero José Matías Delgado) dieron sus votos por José Matías Delgado, el presbítero Bernardo Pavón (rector de la Universidad San  Carlos en 1808 y 1816) y Vicente de Aycinena (marqués de Aycinena), siendo este último el que fue elegido. Al final, en enero de 1810, la Junta Suprema se terminó disolviendo y fue sustituida por el Consejo de Regencia, que convocó a elecciones de diputados; dándose por enterrado el cabildo de San Salvador entre los meses de junio a octubre.
Además de las pugnas en el cabildo, una variedad de consideraciones hicieron que los plantadores de índigo criollos asumieran un papel de liderazgo en la agitación por la independencia centroamericana. Estos incluyeron la riqueza moderada de los criollos a comparación de los peninsulares avecindados en San Salvador (como el rico prestamista Gregorio Castriciones; a quién Bernardo José Arce, padre de Manuel José, le había alquilado una casa, luego que la suya sufriera daños por terremotos, y con quien había contraído una deuda de 1500 pesos), los tiempos difíciles causados por una fuerte disminución en la producción de índigo durante la primera década del siglo XIX, una larga hostilidad hacia los comerciantes guatemaltecos que controlaban gran parte de la economía de San Salvador, y la convicción de que la provincia debería organizarse como un obispado para que ya no tenga que depender del arzobispo de Guatemala para los servicios pastorales.

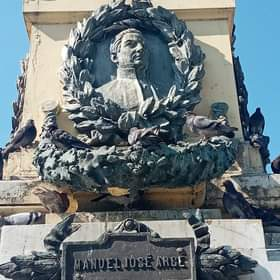
Manuel José Arce; debido a su participación en el primer grito de independencia de Centroamérica, sufrió cárcel y exilio.

### Participación en los movimientos independentistas de 1811 y 1814
Participó desde fecha temprana en las actividades independentistas, entre ellas el primer Grito de Independencia dado en su ciudad natal el 5 de noviembre de 1811, que fue motivado por el apresamiento del presbítero Manuel Aguilar y los rumores de un intento de asesinato del presbítero José Matías Delgado. Mientras acontecía dicho movimiento independentista, se menciona que Arce dijo a las afueras del cabildo de la ciudad la frase:

No hay Rey, ni Intendente, ni Capitán General, sólo debemos obedecer a nuestros alcaldes.

En este alzamiento, los rebeldes lograron destituir al intendente de San Salvador Antonio Gutiérrez y Ulloa, sustituirlo por José Mariano Batres y Asturias y conformar una junta de gobierno, que mantendría el gobierno durante casi un mes y en la que Arce se dedicaría a dedicar las proclamas, mientras su padre ejerció en principio como alcalde segundo y después como regidor. Sin embargo, no lograron convencer a las autoridades edilicias españolas de Santa Ana, San Vicente y San Miguel. Finalmente, en diciembre de ese año, desde Guatemala llegaron José Alejandro de Aycinena y José María Peinado para restablecer la autoridad de España con medidas que parecían más conciliadoras que represivas.

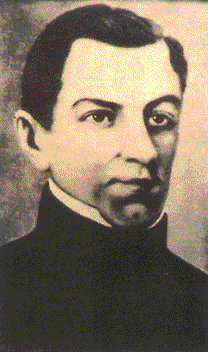
El general Manuel José de Arce y Fagoaga, uno de los próceres de la Independencia. Muy influenciado por el doctor Pedro Molina y el padre José Matías Delgado, Arce participó en las insurgencias salvadoreñas del 5 de noviembre de 1811 y el 24 de enero de 1814

Un segundo levantamiento más corto en 1814, motivado por el apresamiento de algunos alcaldes de barrios por el entonces intendente José María Peinado, tuvo un apoyo popular más amplio, y provocó una respuesta más severa del capitán general José de Bustamante, que le costó a Arce más de cuatro años de prisión hasta ser indultado con el resto de prisioneros en 1818.

### Pos-independencia centroamericana

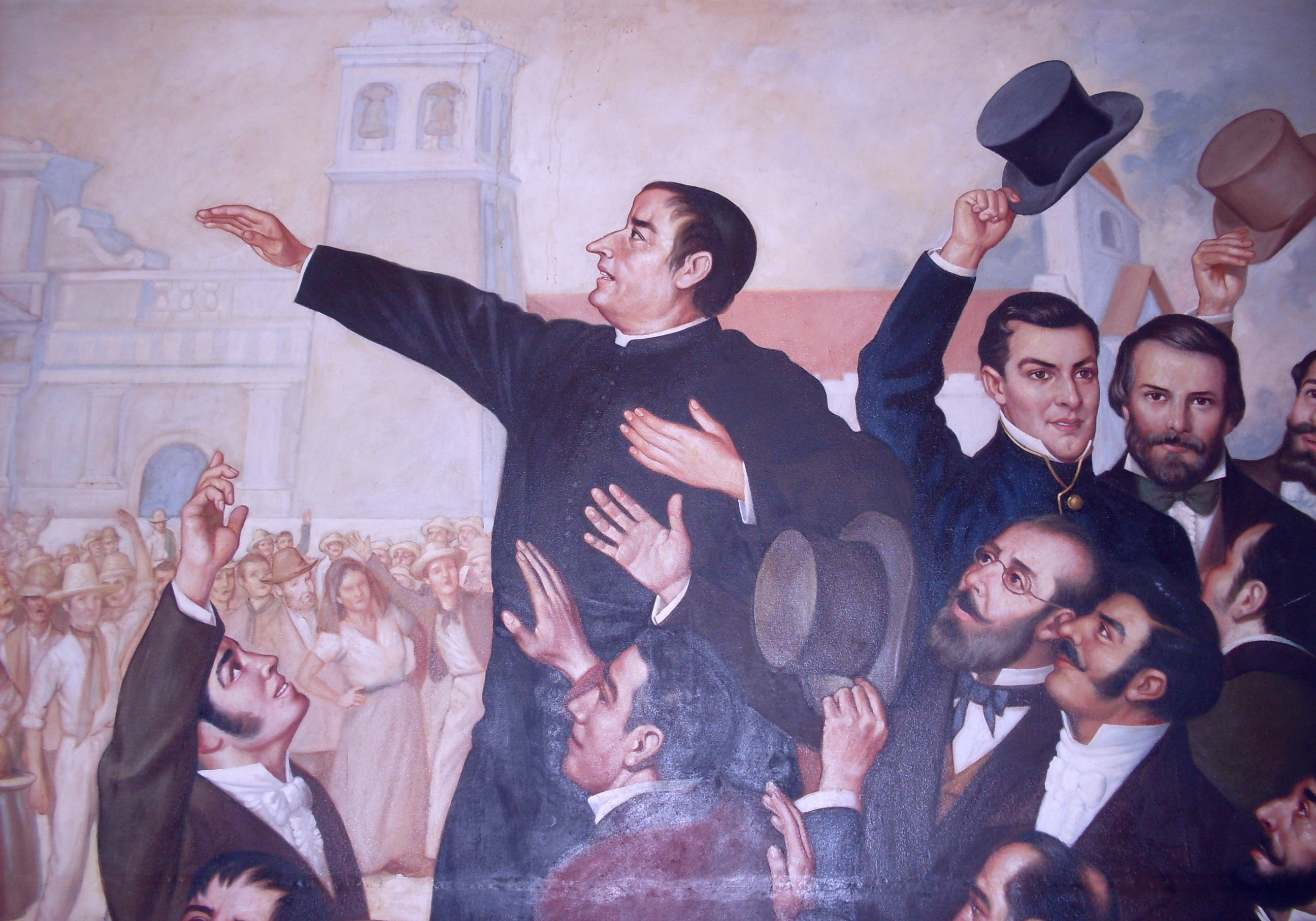
Algunos de los miembros de la Junta (como José Matías Delgado, Manuel José Arce y Juan Manuel Rodríguez) aparecen en el cuadro de Luis Vergara Ahumada.

En noviembre de 1821 fue nombrado vocal de la diputación provincial de San Salvador; y el 11 de enero de 1822 suscribió el acta por el cual la provincia de San Salvador se separó del antiguo Reino de Guatemala (por tratar de liberar al país del Imperio Mexicano) y la diputación se erigió en junta gubernativa.
Sería nombrado comandante de las tropas de la provincia, con lo cual se enfrentaría a las tropas enviadas de Guatemala que buscaban anexara el territorio al Primer Imperio Mexicano establecido por Agustín de Iturbide. Entre marzo y junio de 1822 las tropas de José Nicolás de Abós y Manuel Arzú y Delgado y Nájera partidarias de la anexión, buscarían tomar Santa Ana, Sonsonate y San Salvador en batallas como las del llano El Espino. Pero la resistencia expulsaría a esas tropas, por lo que el gobierno de México a finales de ese año envió al general Vicente Filísola, para conseguir el sometimiento de la provincia; el cual dirigió a las fuerzas salvadoreñas que se opusieron a la anexión centroamericana al Imperio Mexicano de Agustín de Iturbide hasta su derrota en San Salvador por el general Vicente Filísola el 7 de febrero de 1823, cuando se exilió en los Estados Unidos. Cuando las provincias de Centroamérica declararon su unión al Imperio, la Provincia de San Salvador denunció la anexión como ilegítima, se declaraba en rebeldía y bajo la dirección de José Matías Delgado y Manuel José Arce y Fagoaga se preparó para la lucha armada. Las tropas mexicanas y salvadoreñas trabaron combate en la zona de El Guayabal y Guazapa el 14 de enero de 1823. El mismo Filísola mandó una nota al comandante Arce para reconsiderar la anexión al Imperio, pero Arce rechazó la propuesta.
El 7 de febrero, las tropas mexicanas tomaron la población de Mejicanos. Tras las batallas los salvadoreños acabaron debilitados. El remanente de esta milicia abandonó San Salvador con Arce gravemente enfermo. Filísola entró a la ciudad el día nueve y declaró anexada a la provincia la siguiente jornada. Sin embargo, ésta anexión no duraría mucho. 
En el 25 de febrero, se le comunicó a Filísola de la Revolución del Plan de Casa Mata en México, donde se habían rebelado en contra de Iturbide generales como Antonio López de Santa Anna. Abandonó el territorio el 6 de marzo, dejando a Felipe Codallos como intendente y gobernador. Considerando la situación de México decidió que la única alternativa para proteger a Guatemala fue convocar a la Diputación Provincial de Guatemala para comunicarles de lo sucedido en México; a la vez, manifestó su resolución para que se convoque un congreso en Guatemala. El 19 de marzo de 1823 abdicó el emperador Iturbide, separándose las provincias centroamericanas de México. El 29 de marzo Filísola expidió el decreto de convocatoria para la reunión de un Congreso de las provincias centroamericanas de la manera originalmente acordada en la Acta de Independencia del 15 de septiembre de 1821; dicho congreso declaró la independencia absoluta de tanto España y México de las Provincias Unidas del Centro de América el 1 de julio de 1823, a partir de los cuál pasó a ser Asamblea Nacional Constituyente de Centro América.
Arce participó en la misión enviada a los Estados Unidos de América para tratar de lograr que la provincia de San Salvador pasara a formar parte de ese país, lo cual no prosperó debido a la caída del Imperio mexicano. Luego de su regreso a Centroamérica, formó parte de los gobiernos provisionales centroamericanos que rigieron de 1823 a 1825.

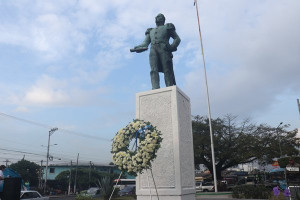
Monumento a Manuel José Arce en San Salvador. Uno de sus grandes legados fue fundar la Legión de La Libertad, antecesora de la fuerza armada de El Salvador un 7 de mayo de 1824. La batalla Llano del Espino fue la primera batalla en territorio centroamericano después de la independencia.

Entre el 9 de enero y el 22 de enero de 1825 actuó con mucha decisión como Comisionado del gobierno centroamericano en la pacificación del Estado de Nicaragua, había salido de El Salvador al mando de 500 hombres bien entrenados. Una vez consolidada la autoridad del Coronel Arzú, envió al exilio al obispo Nicolás García Jerez, monarquista opuesto a la independencia, y al presbítero Policarpo Irigoyen, ambos en rebeldía contra el gobierno federalista de León. Además, ofreció el puesto de inspector general de Armas de Centroamérica al Coronel Cleto Ordóñez, caudillo liberal federalista que era comandante de Armas en Granada.

### Primer presidente de la República Federal de Centro América

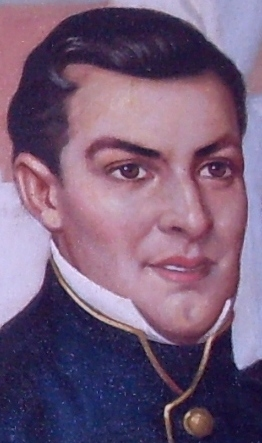
Manuel José Arce fue elegido presidente, la República Federal de Centroamérica.

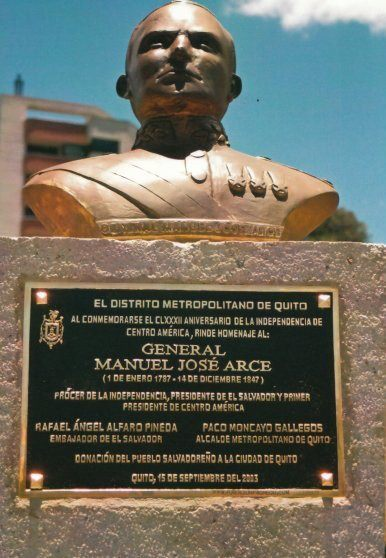
Busto de Arce, situada en San Francisco de Quito, capital de Ecuador.

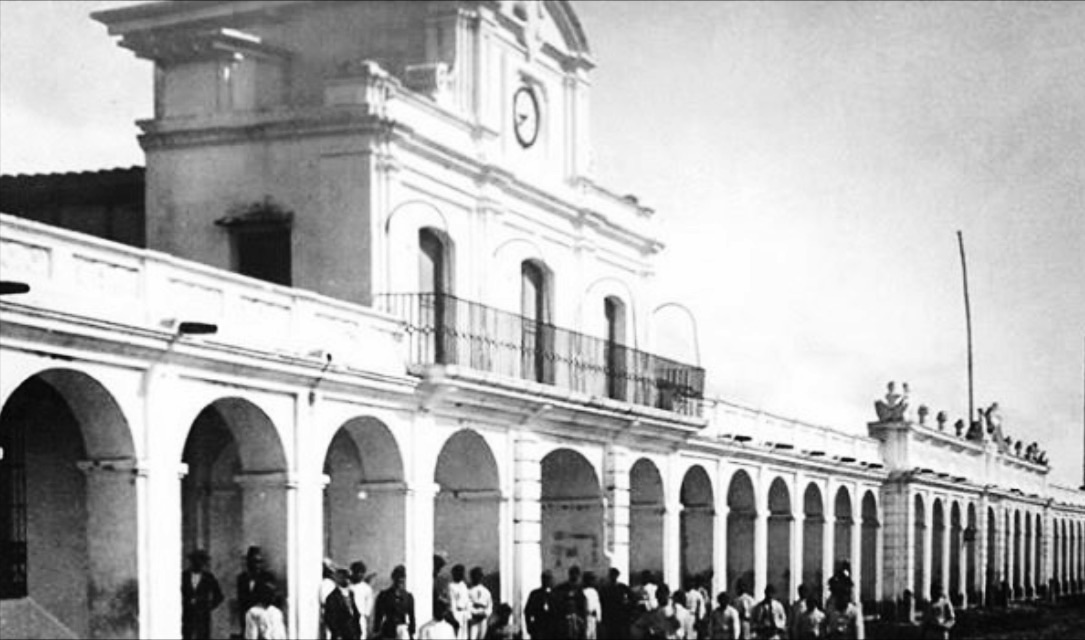
Real Palacio en la Ciudad de Guatemala. Aquí se firmó el Acta de Independencia y gobernó el presidente Manuel José Arce y Fagoaga.

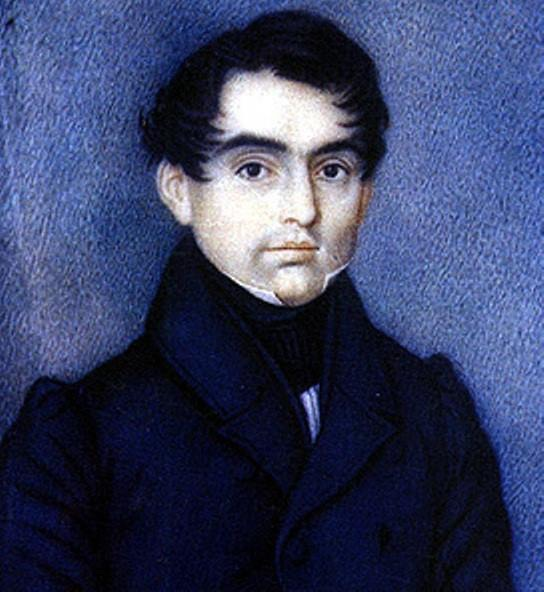
El conservador Guatemanteco; Manuel Francisco Pavón Aycinena parte del clan Aycinena quien apoyó a Arce, y uso su influencia para que fuera presidente de la República Federal de Centro América cuando fue presidente del Primer Congreso Federal en diciembre de 1825.

A partir la discusiones en la Asamblea Constituyente de Centroamérica sobre el modo en que debía organizarse la nación, se fueron formando dos bandos políticos que no eran rígidos y que irían evolucionando con el paso del tiempo, por un lado los federalistas (que se autodominarían liberales, mientran que sus opositores los conocerían como fiebres, rojos o exaltados) que buscarían convertir a la nación en una federación como Estados Unidos; y por el otro los centralistas (que se autodominarían como moderados, y sus opositores los llamarían como conservadores o serviles), que buscarían que la nación fuese un territorio centralizado dependiente de la ciudad de Guatemala.
Los liberales trabajaron por la candidatura de Arce, un hombre muy respetado entre los liberales por haber contribuido enormemente a la causa independentista. Los Conservadores al no encontrar un candidato prestigioso para hacerle frente a Arce recurrieron a José Cecilio del Valle. En la elección, Valle obtuvo cuarenta y un votos de los electores, contra treinta cuatro de Arce (contando con los votos de los electores de Nicaragua), y fue elegido presidente de Centroamérica. El resultado de las elecciones desconcertó a los liberales quienes aspiraban a dominar en el animo del gobernante. Entonces la fracción liberal del Congreso federal decidió que no había habido mayoría absoluta y escogió a Arce como presidente para el período 1825-1829, para lo que contaron con la ayuda de los conservadores que no eran leales a Valle. En cambio Valle fue nombrado vicepresidente de la República, renunció este cargo, y no le fue aceptada su renuncia, volvió a renunciar y conocida por el Congreso su absoluta negación, tuvo que admitirle la renuncia, sustituyéndolo, primero José Francisco Barrundia, y después por dimisión por Don Mariano Beltranena.

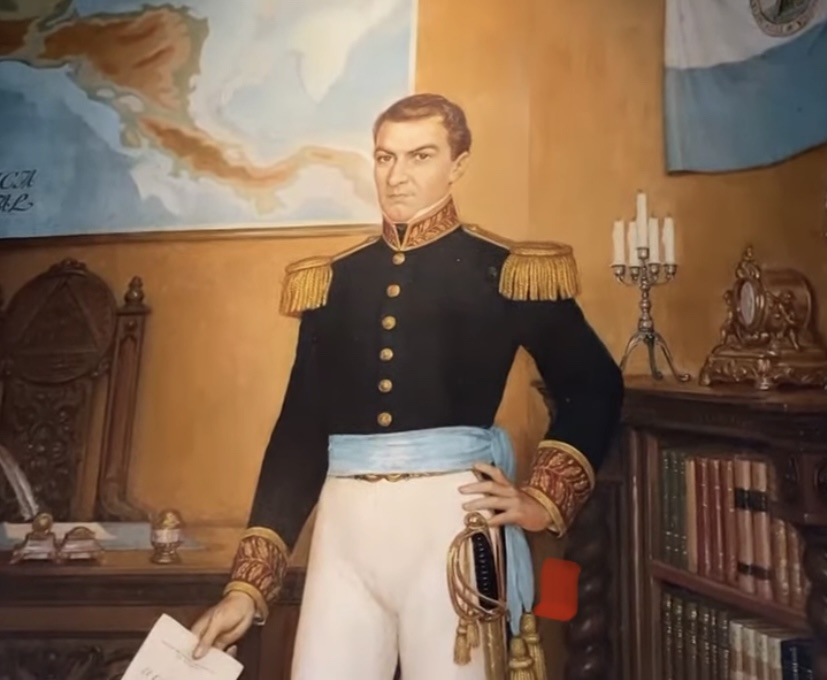
Manuel José Arce, como el primer presidente de la república federal. Litografía ubicada en el antiguo palacio presidencial de San Salvador, El Salvador.

El 29 de abril de 1825, Arce tomó posesión de la presidencia de Centroamérica. El modo en que obtuvo la presidencia hizo que desde el principio su administración fuese polémica. La victoria electoral de Arce enfureció a los conservadores que apoyaban a Valle y distanció a los liberales (en particular, a los guatemaltecos) porque había ganado el voto de los senadores conservadores al prometer que permitiría al Congreso Federal decidir si se crearía una diócesis católica en El Salvador. Los conservadores se opusieron al obispado salvadoreño porque Delgado, un símbolo liberal de la independencia salvadoreña, había sido nombrado arzobispo por el congreso salvadoreño, atribuyéndose el derecho del patronato regio que antes tenía el monarca español.
Los liberales consideraron que el acuerdo de Arce con los conservadores traicionaba sus posturas liberales; por lo que Molina Mazariegos y Mariano Gálvez, ambos de ese bando, se negaron a aceptar nombramientos en el gabinete como secretario de relaciones y secretario de finanzas, respectivamente, debido a esta supuesta traición. Como resultado, Arce nombró a conservadores en su gabinete, lo que llevó a que los liberales siguieran acusándolo de traicionar la causa liberal y de buscar convertir al territorio en una nación centralizada.
A pesar de ser liberal y haber sido apoyado por los liberales, estos pronto se distanciaron de él y desde 1826 ni el Congreso ni el Senado federal volvieron a sesionar. En 1826 le encomendó a Bonifacio Paniagua que gestionase ante el presbítero José Matías Delgado la aprobación del decreto del 10 de octubre, con lo que se convocaría a la asamblea federal a reunirse en la localidad de Ahuachapán, para así restaurar el orden legal y evitar un conflicto armado; sin embargo, tales intentos serían infructuosos y al final se produciría la guerra civil centroamericana.
Arce obtuvo entonces apoyo en el clero guatemalteco y en el partido conservador, pero también tuvo dificultades con el gobierno liberal del Estado de Guatemala, y para 1827 gran parte de Centro América estaba en guerra civil.

### Guerra civil centroamericana
La guerra civil centroamericana, fue un conflicto civil, político y militar en la República Federal de Centroamérica que duró desde 1826 hasta 1829. 
El gobierno estatal salvadoreño del jefe Juan Vicente Villacorta se pondría de lado de Arce; pero el 1 de noviembre de 1826, Villacorta decidiría retirarse y dejar el cargo en el vicejefe Mariano Prado. El cual se pondría en actitud hostil contra Arce y preparía el llamado «Ejército protector de la ley» para invadir Guatemala e intentar derrocar a Arce en marzo de 1827, pero fueron derrotados en la batalla de Arrazola el 23 de ese mes. A partir de ahí se libraron varios combates entre el ejército protector de la ley y el ejército federal, cuyas tropas invadirían en 3 ocasiones el territorio salvadoreño (dos de las cuales fueron comandadas por Arce).propiciando así la guerra civil.

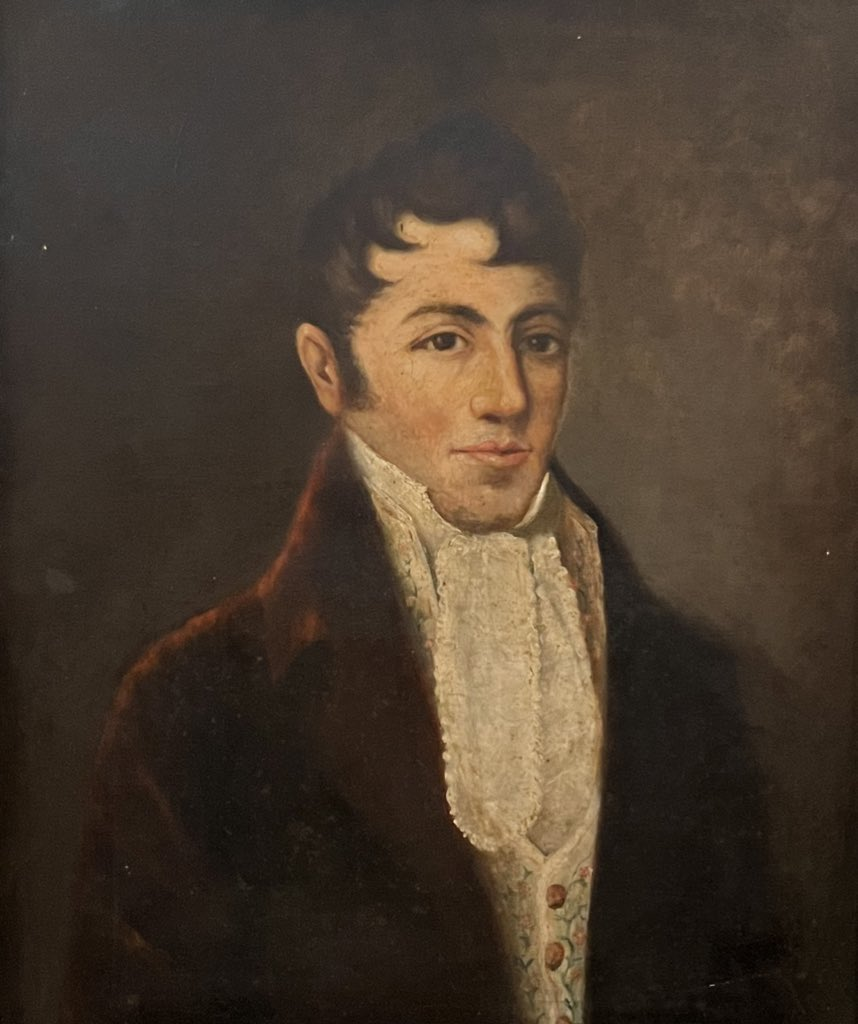
Vicepresidente Mariano Beltranena y Llano.

 El jefe del estado de Guatemala, Mariano de Aycinena y Piñol, era el único que se inclinaba por atacar a San Salvador para destruir todo lo que daba origen a la contienda entre liberales y conservadores, pero como Arce era el presidente de la Federación a este le correspondió la decisión final. Por su poca habilitad militar, cuando por fin se decidió a actuar fue derrotado en la batalla de Milingo el 18 de mayo de 1827, en la primera invasión de las tropas federales en San Salvador. Luego de lo cual, regresó a Guatemala a reorganizarse para una nueva batalla, pero tras perder el combate, mostrarse lento y desconfiado de los oficiales guatemaltecos y por estar de acuerdo con que el sacerdote José Matías Delgado fuera nombrado obispo de El Salvador en completa oposición al gobierno eclesiástico conservador de Guatemala su figura quedó hecha de lado completamente.

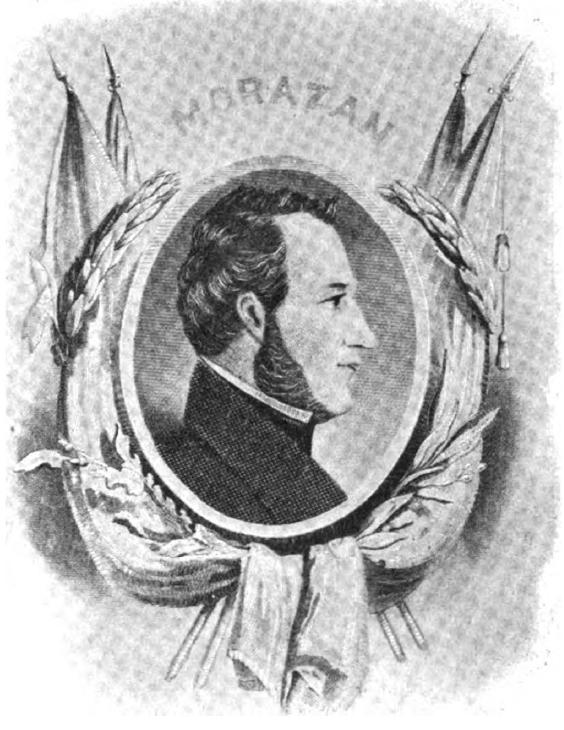
General hondureño Francisco Morazán, líder y caudillo liberal que resultó el gran beneficiado al terminar la guerra civil en 1829, pues fue nombrado presidente de la Federación

El 28 de septiembre de 1827, mientras comandaba en Izalco la segunda invasión de las tropas federales a El Salvador, el vicepresidente guatemalteco Beltranena le comunicó que se le separaba del mando del ejército porque problemas de gobierno requerían su presencia, por lo que retornó a Guatemala dejando el ejército al mando de Francisco Cáscaras y reasumió el mando presidencial el 27 de noviembre de ese año.

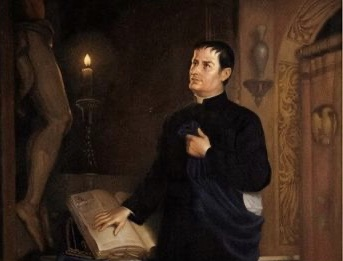
Delgado rompió con su ex colega Arce, aunque ambos pertenecieron a la Familia de León; familia liberal de mucha influencia en la época colonial de San Salvador, después de que Arce se moviera hacia una posición política más conservadora.

En marzo de 1827, envió al Coronel José Justo Milla ex vicejefe del Estado de Honduras bajo la comandancia del Segundo Batallón Federal a Santa Rosa de “Los llanos” hoy Santa Rosa de Copán, con la misión de custodiar la Factoría de Tabacos; pero en realidad, el propósito era el de colocar un ejército fiable para derrocar el Gobierno de Dionisio de Herrera. El pueblo de “Los Llanos”, leales a Honduras, no brindó la cooperación al Coronel Milla y se incorporaron al ejército del General Francisco Morazán, quien se convirtió en jefe del estado de Honduras el 10 de noviembre de ese año.
El 5 de diciembre de 1827, por medio de un decreto, buscó convocar a elecciones para la asamblea y senado federal para que se reuniese en Santa Ana, y envió a Juan de Dios Mayorga a tratar con las autoridades salvadoreñas y el presbítero Delgado; pero las autoridades salvadoreña detuvieron a Mayorga y lo enviaron de nuevo a Guatemala, mientras las tropas del General Rafael Merino avanzaron hacia Santa Ana.
El 24 de febrero de 1828, con previa consulta al congreso guatemalteco, el presidente Arce decidió renunciar al cargo de presidente (dejandoselo al vicepresidente Beltranena) y volver a la vida privada, porque estaba disgustado con el proceder de los acontecimientos políticos en Guatemala, y para que no se pusiesen obstáculos a la celebración de conferencias de paz que buscaban efectuar las autoridades guatemaltecas y salvadoreñas; asentándose en Antigua Guatemala. Más adelante, el 15 de abril de 1828, mientras el General Manuel Arzú comandaba la tercera invasión a El Salvador, Arce quiso reasumir el cargo de presidente, pero Beltranena se negó a entregársela.
El 22 de mayo de 1828, saldría de la Antigua Guatemala hacia Santa Ana, pero el 25 de ese mes sería capturado en el paraje del Guapinol (cerca de Cuajiniquilapa) por el capitán Juan Monge, por orden del vicepresidente Beltranena. Ante ello, le escribió una protesta enérgica al ministro de guerra General Manuel Zea, el cual le envió el 26 de mayo un pasaporte para que pudiese seguir su camino.
En Santa Ana, entabló conversaciones con el presbítero Delgado y el vicejefe salvadoreño Mariano Prado; buscando llegar a un acuerdo para establecer el gobierno federal en San Salvador, repetir el decreto del 5 de diciembre de 1827, césar las hostilidades y liderar las tropas salvadoreñas si el gobierno guatemalteco decidiese continuar la guerra. Pero aunque esas ideas contaban con el apoyo de Delgado, el vicejefe Prado (así como su ministro general Doroteo Vasconcelos, el jefe político intendente del departamento de Sonsonate Juan Manuel Rodríguez, y los emigrados guatemaltecos que continuaban en San Salvador) las rechazaría.
En diciembre de 1828, debido a que Prado creía que Arce favorecía la candidatura del Coronel Antonio José Cañas, en las elecciones para jefe del estado salvadoreño de ese año, ordenó al jefe político intendente de Sonsonate Juan Manuel Rodríguez a que lo expulsara del territorio; ante ello, el General Francisco Morazán (que para ese momento ya dirigía el Ejercito Aliado Protector de la Ley) trato de que fuese escoltado hasta la frontera, pero debido a la intervención de varios amigos de Arce eso no se efectuó y Arce salió inmediatamente del país para evitar los ultrajes de los que se le amenazaba.
El 12 de abril de 1829, el jefe de Estado de Guatemala, Mariano de Aycinena y Piñol, capituló y al día siguiente a la Plaza Central fue ocupada por las tropas de Morazán. Inmediatamente después el presidente Arce, Mariano Aycinena, Mariano Beltranena, y todos los funcionarios que habían tenido algún papel en la guerra, fueron enviados a prisión. Después de estos acontecimientos, el general Morazán dirigió Centro América por tres meses hasta el 26 de junio de 1829 hasta que el congreso designó al senador Juan Barrundia como presidente de Centro América desde el 25 de junio de 1829. 

### Sucesos posteriores
Después de la guerra civil, Arce fue encarcelado y exiliado hacia Nueva Orleáns, a bordo de la goleta “Albany Packet”, en septiembre de 1829. Luego se estableció en México, donde escribió sus memorias, la cual fue publicada en 1830 por la imprenta de Galván a cargo de Mariano Arévalo con fondos provistos por el intelectual salvadoreño Enrique Hoyos y que es una valiosa fuente histórica para la década de 1820. Por otro lado, las jefaturas del estado salvadoreño mantuvieron pugnas con el gobierno federal en vista a buscar más autonomía, lo que llevaría a la invasión del territorio estatal y la caída de los mandatos de José María Cornejo en 1832 y Joaquín de San Martín en 1832 y 1834 respectivamente; por lo que en 1834 sería transferida la capital federal a la ciudad de San Salvador, por lo que sería el único estado que no asumió poderes soberanos hasta 1841, un año después de que los otros cuatro Estados miembros ya hubieran dejado la federación.

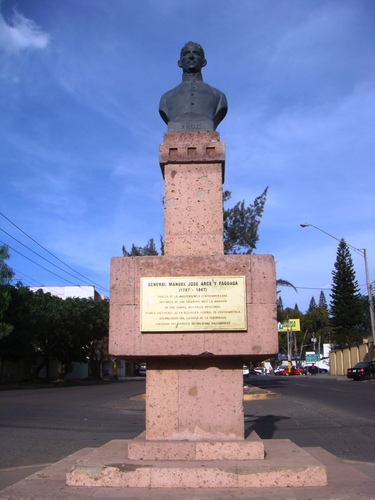
Busto de Manuel José Arce en la avenida los próceres Tegucigalpa Honduras

Durante tres meses, Arce residió en Acapulco, después se trasladó al estado de Chiapas, donde se estableció en San Cristóbal de Las Casas, permaneciendo ahí del 12 de agosto al 4 de noviembre de 1831. Posteriormente, se asentó en el Soconusco, estableciéndose sucesivamente en Escuintla, Tonalá y Tuxtla Chico.
Entre 1831 y 1832, Arce conspiro junto al coronel Vicente Domínguez y el coronel Ramón Guzmán para intentar derrocar al gobierno federal de Francisco Morazán, por un lado Domínguez y Guzmán reunieron un ejército que invadió la costa norte de Honduras y se apoderó de la Fortaleza de San Fernando de Omoa y de la Fortaleza de Santa Bárbara en Trujillo; mientras que desde Tuxtla Chico, Arce organizó una expedición militar hacia Guatemala. Sin embargo, ese intento fracasó y el 24 de febrero de 1832 Arce fue derrotado completamente, retornando a México; estableciéndose con su familia en San Juan del Río (Querétaro), donde se dedicó a labores agrícolas en la hacienda de Galindo.
Finalmente, a fines de 1842, regresó a El Salvador, donde el 5 de enero de 1843 sugirió al gobierno, presidido por Juan José Guzmán, que lo apoyara en la construcción de un canal interoceánico en Nicaragua (proyecto que él había gestado en 1831), con el fin de promover un activo comercio internacional y la inserción plena del istmo en la cultura occidental. Más adelante, sufriría persecuciones dentro del país, por lo que decidió huir a Honduras y luego a Guatemala.
En abril y mayo de 1844, desde Guatemala dirigió un intento infructuoso para derrocar al presidente de El Salvador Francisco Malespín, a quién acusó de haber planeado un atentado en su contra en abril de 1843.
Regresó de nuevo a El Salvador a mediados de 1845, para cuando gobernaba el vicepresidente Joaquín Eufrasio Guzmán luego de haber sido derrocado Malespín. En el año de 1846 el presidente Eugenio Aguilar, al reorganizar las milicias nacionales, creó la plaza de inspector general y nombró a Arce como su primer titular; pero debido a problemas de salud decidió dejar ese cargo a los pocos meses. Retirado de la política por una vida más privada, entre el 15 de diciembre y el 9 de diciembre de 1846, se dedicó a escribir su libro "Breves indicaciones para la reorganización de Centroamérica".

### Fallecimiento

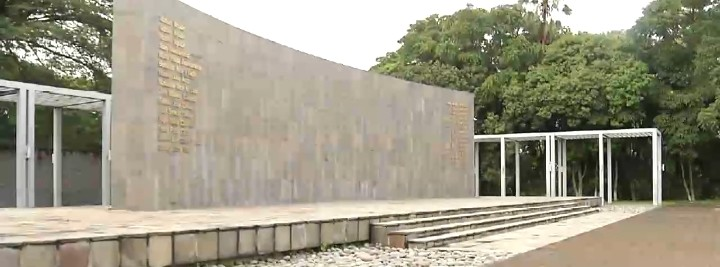
Monumento a Los Próceres, ahí se encuentran los restos de Manuel José Arce. Según la leyenda, Arce murió en la pobreza en San Salvador el 14 de diciembre de 1847.

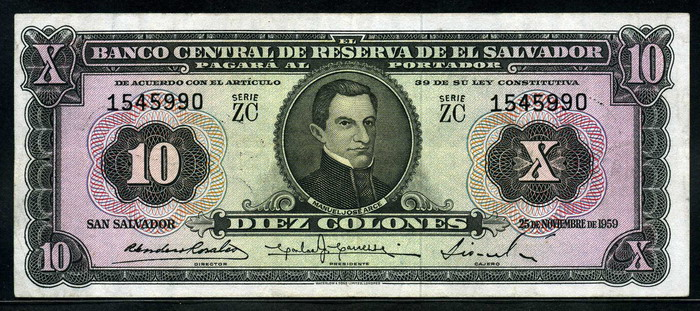
Antiguo billete de diez colones con la imagen de Arce. El 28 de noviembre de 1947, la legislatura elevó la población del Chilamatal a una ciudad, renombrándola como Ciudad Arce

Murió el 14 de diciembre de 1847 a las tres de la tarde en la casa de la familia del general Fermín Paredes, situada sobre la actual 1.ª calle Oriente en la esquina opuesta a la plaza San José en San Salvador.
Se le dedicó una sección de Necrología en la Gaceta del Gobierno Supremo del Estado del Salvador del 17 de diciembre de 1847, donde se describió su vida y su funeral. El funeral se conmemoró en la iglesia de San Francisco y fue sepultado en la iglesia de La Merced, una numerosa concurrencia asistió incluyendo al presidente Eugenio Aguilar, sus ministros y demás empleados públicos y se le hicieron los honores militares que correspondían a su grado.